# Arrondissement di Limbé
L'arrondissement di Limbé è un arrondissement di Haiti facente parte del dipartimento del Nord. Il capoluogo è Limbé.

## Geografia antropica

### Suddivisioni amministrative
L'arrondissement di Limbé comprende 2 comuni:
- Limbé
- Bas-Limbé